# Johannes de Grocheo
Johannes de Grocheo, także Johannes de Grocheio, Jean de Grouchy (ur. ok. 1255 w Paryżu, zm. ok. 1320) – francuski teoretyk muzyki, pochodzący prawdopodobnie z normandzkiej rodziny de Grouchy . Działał w Paryżu ok. 1275 lub 1300 , związany z Collegium Sorbonicum.
Napisał traktat De musica, będący jednym z najważniejszych średniowiecznych zabytków na temat muzyki. Obejmuje on całokształt ówczesnej wiedzy muzycznej i jest dobitnym przykładem wpływu arystotelizmu na średniowieczną teorię muzyki. Johannes de Grocheo twierdził, że przedmiotem muzyki może być jedynie dźwięk uchwytny zmysłowo. Tym samym odrzucał pitagorejsko-platońską koncepcję harmonii sfer. Zachował natomiast pitagorejską teorię proporcji i wynikające z niej interwały, nazywając je pryncypiami muzyki i uznając za materię muzyczną, której muzyk nadaje formę.
Wyróżnił 3 rodzaje muzyki i ich formy :
- musica simplex – jednogłosowa muzyka świecka
  - cantus gestualis – pieśń epicka uprawiana przez ogół obywateli
  - cantus coronatus(inne języki) – dworska pieśń panegiryczna
  - cantus versualis – pieśń o wartościach umoralniających, przeznaczona dla młodzieży
  - rotundellus - pieśń śpiewana przez młodzież przy większych uroczystościach
  - stantipes – skomplikowana technicznie pieśń śpiewana przez młodzież na stojąco
  - ductia – szybka pieśń taneczna
- musica composita – wielogłosowa muzyka menzuralna
  - motet
  - organum
  - hoquetus
- musica eclesiastica – muzyka liturgiczna
  - matutinae
  - horae
  - missa

Traktat zawiera ponadto elementarne wiadomości na temat skali muzycznej, interwałów i systemu heksachordalnego, a także uwagi dotyczące musica falsa, którą de Grocheo wiązał z formami muzyki świeckiej.
Traktat został przekazany w 2 rękopisach: tzw. kodeksie Harley (British Museum w Londynie, Ms Harley 281), spisanym prawdopodobnie w 1300 i kodeksie Darmstadt (Hessische Landesbibliothek w Darmstadzie, Ms 2663), datowanym na lata 1300–1350 .